# La Vidella
La Vidella és una masia de Canet d'Adri (Gironès) protegida com a bé cultural d'interès local.

## Descripció
És una masia de diversos cossos adossats, formada per dos edificis al voltant d'un gran pati, té forma rectangular. Consta d'una planta baixa i dos pisos superiors, coberta a quatre vessants de teula àrab. Les parets són de pedra, deixant a la vista els carreus que emmarquen les obertures i les cantonades. La porta principal és amb llinda de llosa plana i brancals de pedra. Hi ha una altra porta amb llinda de llosa plana i brancals de pedra i hi té cisellada una inscripció "GI [creu llatina] 1246". A la planta superior hi ha dos balcons amb barana de pedra. A una de les finestres hi consta l'any 1656, i a l'altra l'any 1695. A la planta superior hi ha una terrassa amb barana calada.